# 吉斯
吉斯（法語：Guise，法語發音：[ɡɥiz]），法国北部城市，上法兰西大区埃纳省的一个市镇，隶属于韦尔万区，其市镇面积为16.13平方公里，2022年1月1日时人口数量为4,510人，在法国城市中排名第2,460位。
吉斯位于埃纳省北部，瓦兹河畔，是一个区域性的中心城市，多条公路在此交汇。法国历史上的吉斯家族及吉斯公爵均以此地命名。

## 地名来源
根据埃纳省家谱协会（Généalogie Aisne）网站的论述，“Guise”一名可能出自凯尔特语单词“goys”，意为“城堡”。法国大革命期间，当地曾被更名为“Réunion-sur-Oise”。

## 历史

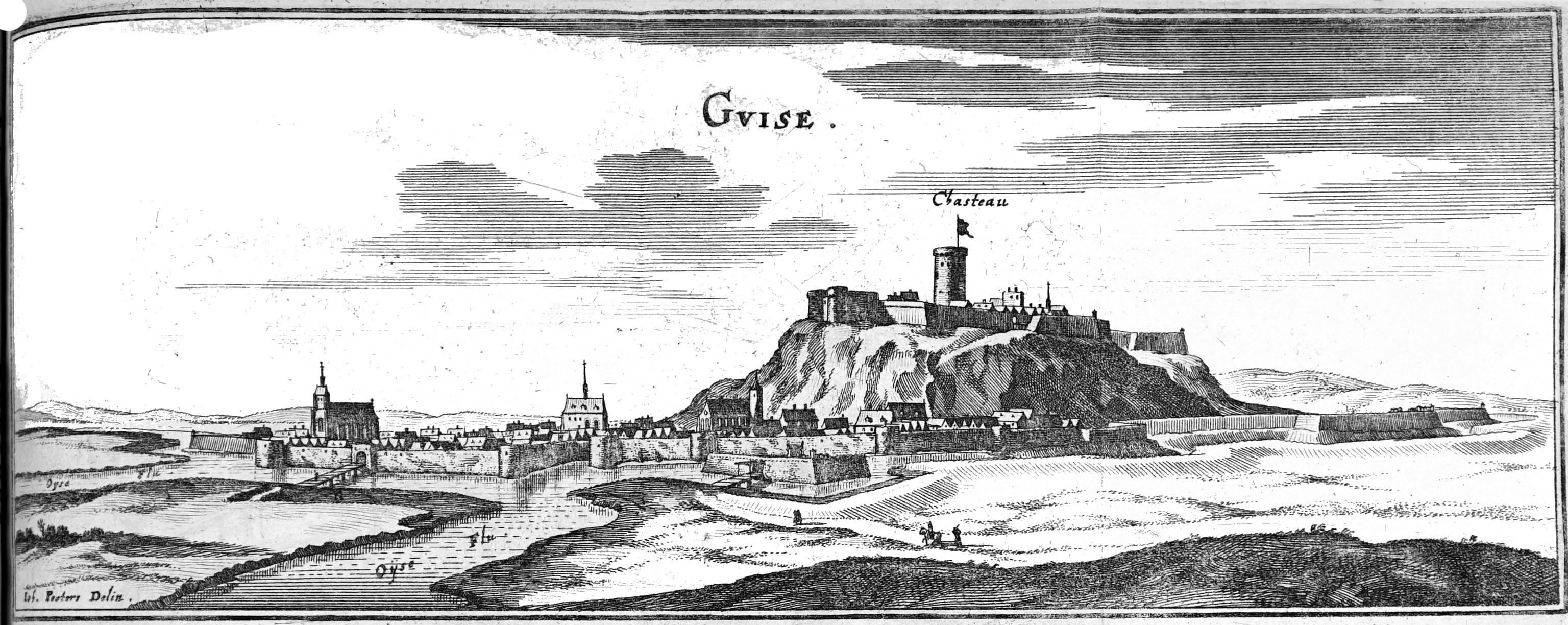
1565年的吉斯（绘画）

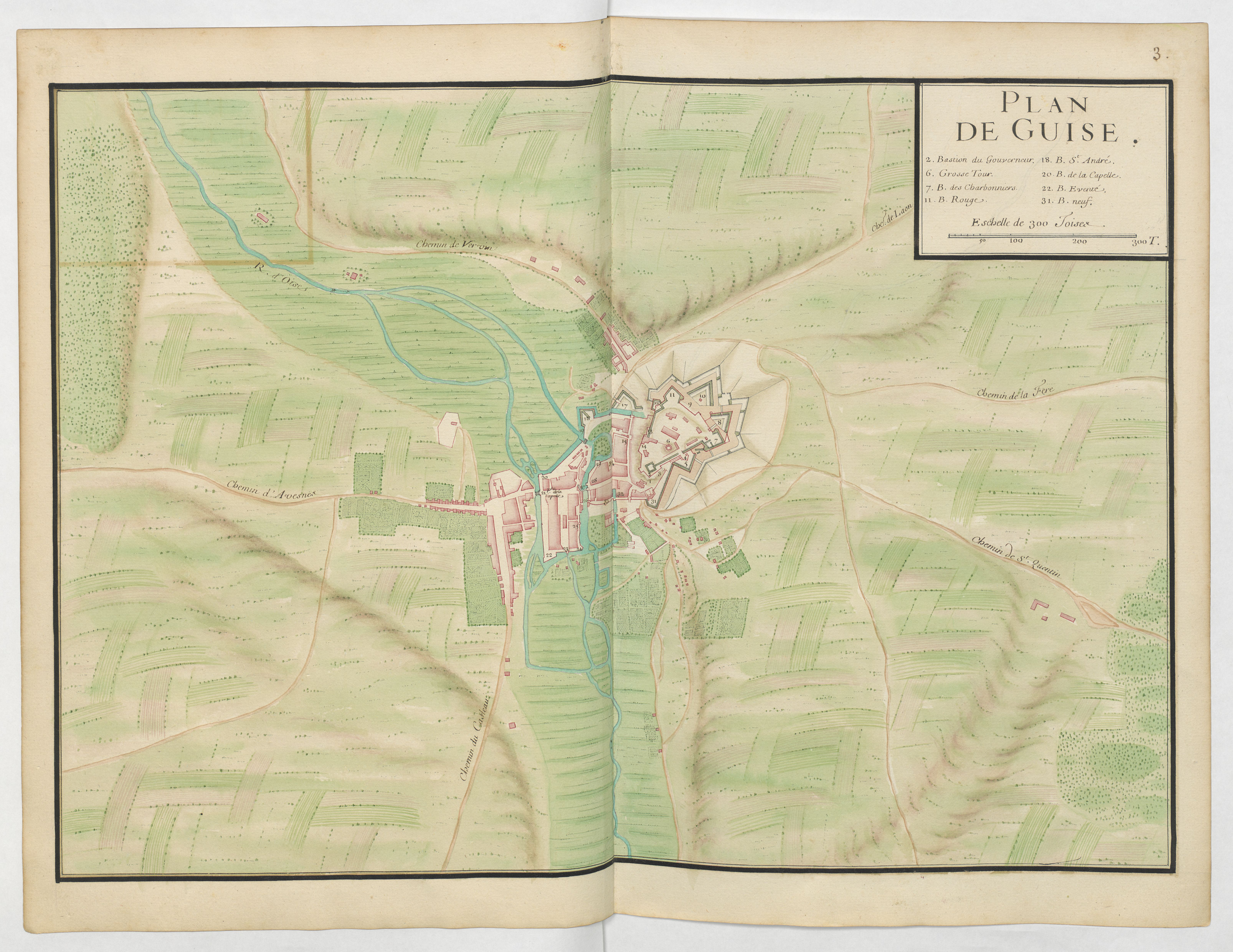
1693年的吉斯地图

吉斯的早期历史尚不清楚，其城市起源可能与当地的城堡有关，后者建于公元10世纪或11世纪。1170年，吉斯领主与阿韦纳家族联姻，该区域成为佛兰德伯国的一部分。1185年，腓力二世通过《博沃条约》将包括吉斯在内的蒂耶拉什地区并入法兰西王国，并设置韦尔芒杜瓦行省。吉斯领主阿韦讷的戈捷二世于1226年与沙托丹女爵布卢瓦的玛格丽特通婚，其后代又与路易一世·德·安茹联姻。1339年，英格兰军队占领并烧毁了吉斯。1528年，洛林的克洛德被弗朗索瓦一世册封为吉斯公爵，其长孙亨利一世·德·吉斯在宗教战争期间曾被指控谋划圣巴多罗买大屠杀，引发新教徒暴怒。1583年，吉斯城墙扩张至瓦兹河畔。洛林公爵查理四世于1610年在吉斯创建最小兄弟会堂，吉斯的玛丽则于1680年在吉斯城郊兴建神学院。法西战争期间，吉斯多次遭遇西班牙军队的侵占。17世纪末，茹安维尔家族绝嗣，吉斯公爵的爵位被亨利-朱尔·德·波旁-孔代继承。法国大革命后，吉斯成为埃纳省的一个市镇。工业革命期间，吉斯城墙因城市扩张而被部分拆除。1846年，法国社会学家及建筑师让-巴蒂斯特·安德烈·戈丹在吉斯创办戈丹铁窑（Fonderie Godin），后又于1858年兴建吉斯家庭城堡作为工人社区。1914年8月29日，德意志帝国军队在吉斯附近与法军发生交战，最终在路易·弗朗谢·德斯佩雷的抵抗下而放弃，此后在第一次世界大战期间，吉斯又多次遭到破坏。1968年，吉斯戈丹铁窑被法国厨具商Le Creuset收购，其配套的家庭城堡则于1998年被当地政府收购，并改造成为一处文化场所。
在行政区划方面，1965年，小弗拉维尼整体并入吉斯。

## 地理

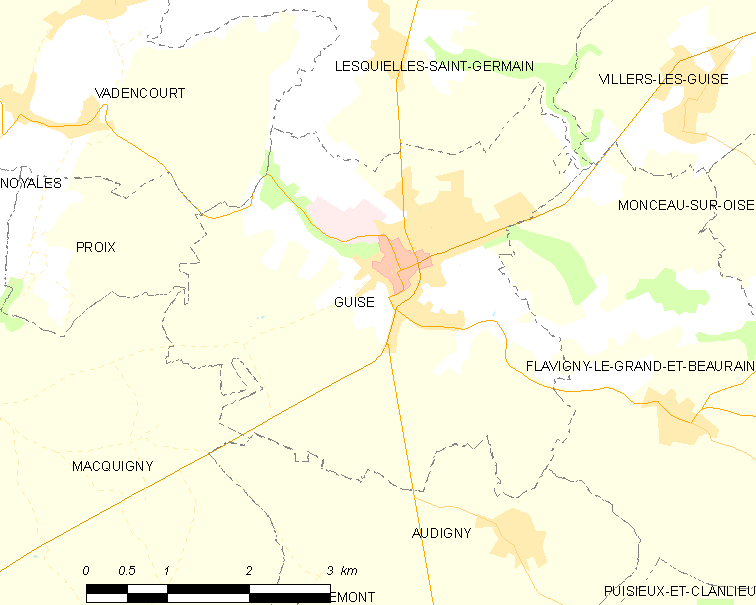
吉斯市镇范围地图

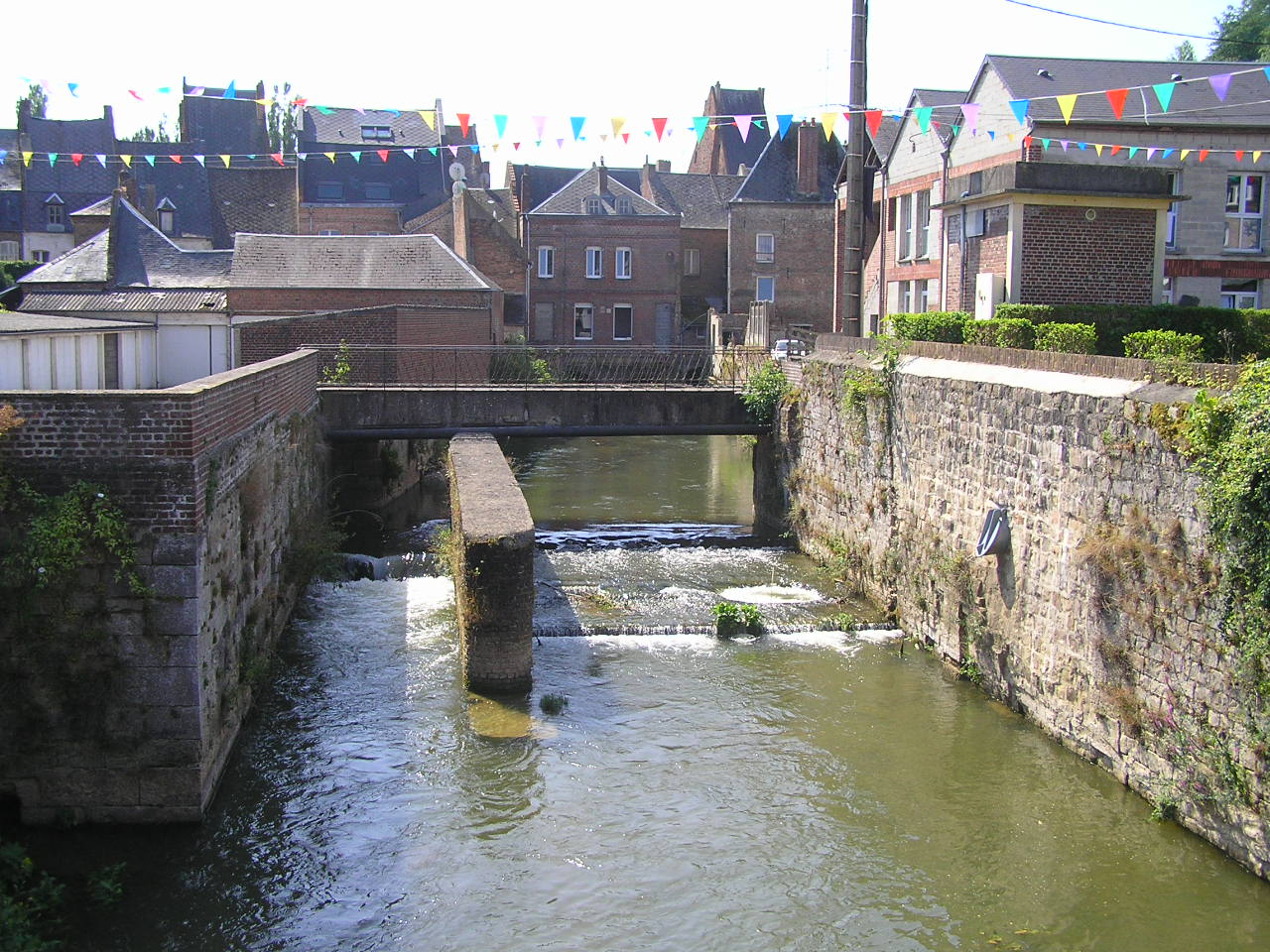
瓦兹河的一条水道

吉斯位于法国北部，上法兰西大区东部和埃纳省北部，距离省会拉昂大约41公里。与吉斯接壤的市镇包括：欧迪尼、大弗拉维尼和博兰、莱基耶勒圣日耳曼、普鲁瓦、马基尼和瓦当库尔。

### 地形
吉斯位于蒂耶拉什南部，境内以平原为主，市镇中心位于一处地势较为平坦的河谷地带，整体地势自河道向两外侧逐渐抬升，其中市区西南侧部分区域有明显起伏，南侧为马尔洛山（Mont Marlot），全境海拔在91到157米之间。

### 水文
瓦兹河干流自东南向西北流经吉斯，其镇中心段左岸被人工开辟出了一条水道作为护城河，被称为“Canal du Moulin”。

### 植被
吉斯属于温带阔叶混交林区，林地广泛分布于河谷地带，市区西北侧为神学院树林（Bois de l'Hôtel-Dieu）等，均常年免费向公众开放。
在鲜花城市的评比中，吉斯被评为3星级鲜花城市。

### 气候
吉斯在柯本气候分类法中属于温带海洋性气候（Cfb）。
距离吉斯最近的常年气象站位于埃特勒境内，以下为该气象站的数据（其中日照数据取自圣康坦-鲁皮气象站）：
| 埃特勒 1981年－2019年 | 埃特勒 1981年－2019年 | 埃特勒 1981年－2019年 | 埃特勒 1981年－2019年 | 埃特勒 1981年－2019年 | 埃特勒 1981年－2019年 | 埃特勒 1981年－2019年 | 埃特勒 1981年－2019年 | 埃特勒 1981年－2019年 | 埃特勒 1981年－2019年 | 埃特勒 1981年－2019年 | 埃特勒 1981年－2019年 | 埃特勒 1981年－2019年 | 埃特勒 1981年－2019年 |
| 月份                  | 1月                   | 2月                   | 3月                   | 4月                   | 5月                   | 6月                   | 7月                   | 8月                   | 9月                   | 10月                  | 11月                  | 12月                  | 全年                  |
| --------------------- | --------------------- | --------------------- | --------------------- | --------------------- | --------------------- | --------------------- | --------------------- | --------------------- | --------------------- | --------------------- | --------------------- | --------------------- | --------------------- |
| 历史最高温 °C（°F）   | 16 (61)               | 19 (66)               | 24 (75)               | 29 (84)               | 35 (95)               | 35 (95)               | 41 (106)              | 38 (100)              | 35 (95)               | 28.8 (83.8)           | 19.5 (67.1)           | 16 (61)               | 41 (106)              |
| 平均高温 °C（°F）     | 5.6 (42.1)            | 6.8 (44.2)            | 10.6 (51.1)           | 14.3 (57.7)           | 18.5 (65.3)           | 21.1 (70.0)           | 23.7 (74.7)           | 23.5 (74.3)           | 19.7 (67.5)           | 15.2 (59.4)           | 9.6 (49.3)            | 6.2 (43.2)            | 14.6 (58.3)           |
| 日均气温 °C（°F）     | 2.8 (37.0)            | 3.3 (37.9)            | 6.4 (43.5)            | 9 (48)                | 13.1 (55.6)           | 15.8 (60.4)           | 18.1 (64.6)           | 17.7 (63.9)           | 14.5 (58.1)           | 10.9 (51.6)           | 6.3 (43.3)            | 3.5 (38.3)            | 10.1 (50.2)           |
| 平均低温 °C（°F）     | −0.1 (31.8)           | −0.3 (31.5)           | 2.1 (35.8)            | 3.8 (38.8)            | 7.6 (45.7)            | 10.4 (50.7)           | 12.5 (54.5)           | 12 (54)               | 9.3 (48.7)            | 6.6 (43.9)            | 3 (37)                | 0.7 (33.3)            | 5.6 (42.1)            |
| 历史最低温 °C（°F）   | −22 (−8)              | −20 (−4)              | −15 (5)               | −7 (19)               | −5 (23)               | −2 (28)               | 1.3 (34.3)            | 1 (34)                | −2.7 (27.1)           | −5.5 (22.1)           | −10 (14)              | −18 (0)               | −22 (−8)              |
| 平均降水量 mm（）     | 76.7 (3.02)           | 58.6 (2.31)           | 66.7 (2.63)           | 55.8 (2.20)           | 73.1 (2.88)           | 68.4 (2.69)           | 66.6 (2.62)           | 73.2 (2.88)           | 62.1 (2.44)           | 76.2 (3.00)           | 77.1 (3.04)           | 84.9 (3.34)           | 839.4 (33.05)         |
| 月均日照時數          | 68                    | 75                    | 128.3                 | 174.8                 | 198.7                 | 203.5                 | 208.2                 | 206.6                 | 162.1                 | 116.9                 | 66.7                  | 51.1                  | 1,659.9               |
| 来源：infoclimat.fr   |                       |                       |                       |                       |                       |                       |                       |                       |                       |                       |                       |                       |                       |

## 行政区划
吉斯的市镇编号为02361，邮政编号为02120。
在行政管理方面，吉斯隶属于法国上法兰西大区埃纳省韦尔万区；在地方选举方面，吉斯是吉斯县的中央投票站所在地，其市镇范围全境被划入埃纳省第三选区；在社会管理方面，吉斯是蒂耶拉什-桑布尔-瓦兹市镇公共社区的办公驻地。
截至2024年3月，吉斯市镇范围内暂无任何城市敏感街区及城市政策优先街区。
法国国家统计与经济研究所（简称）在进行数据统计时，将吉斯市镇单独设为吉斯城市核心区（Unité urbaine de Guise），并将包括核心区在内的周边共4个市镇划为吉斯城市区。自2020年起，吉斯城市区被包含21个市镇的吉斯城市辐射区代替。此外，还将吉斯市镇整体看作一个“块区”（IRIS），以便于统计人口分布情况。

## 交通

### 公路
埃纳省省道D462线、D586线、D946线、D960线和D1029线在吉斯境内交汇。上法兰西大区下属的埃纳省城际客运521线、522线、523线、526线、527线、530线和537线经停吉斯，可通往拉昂、博安昂韦尔芒多瓦、圣康坦、勒卡托康布雷西等地。
| 11 | 30 |

| 拉昂 | 41 |

| 圣康坦 | 27 |

| 拉卡佩勒 | 24 |

2020年，57.1%的吉斯家庭拥有至少一辆私人汽车。2021年，吉斯境内共发生各类交通事故3起，造成3人受伤，其中2人重伤。

### 铁路

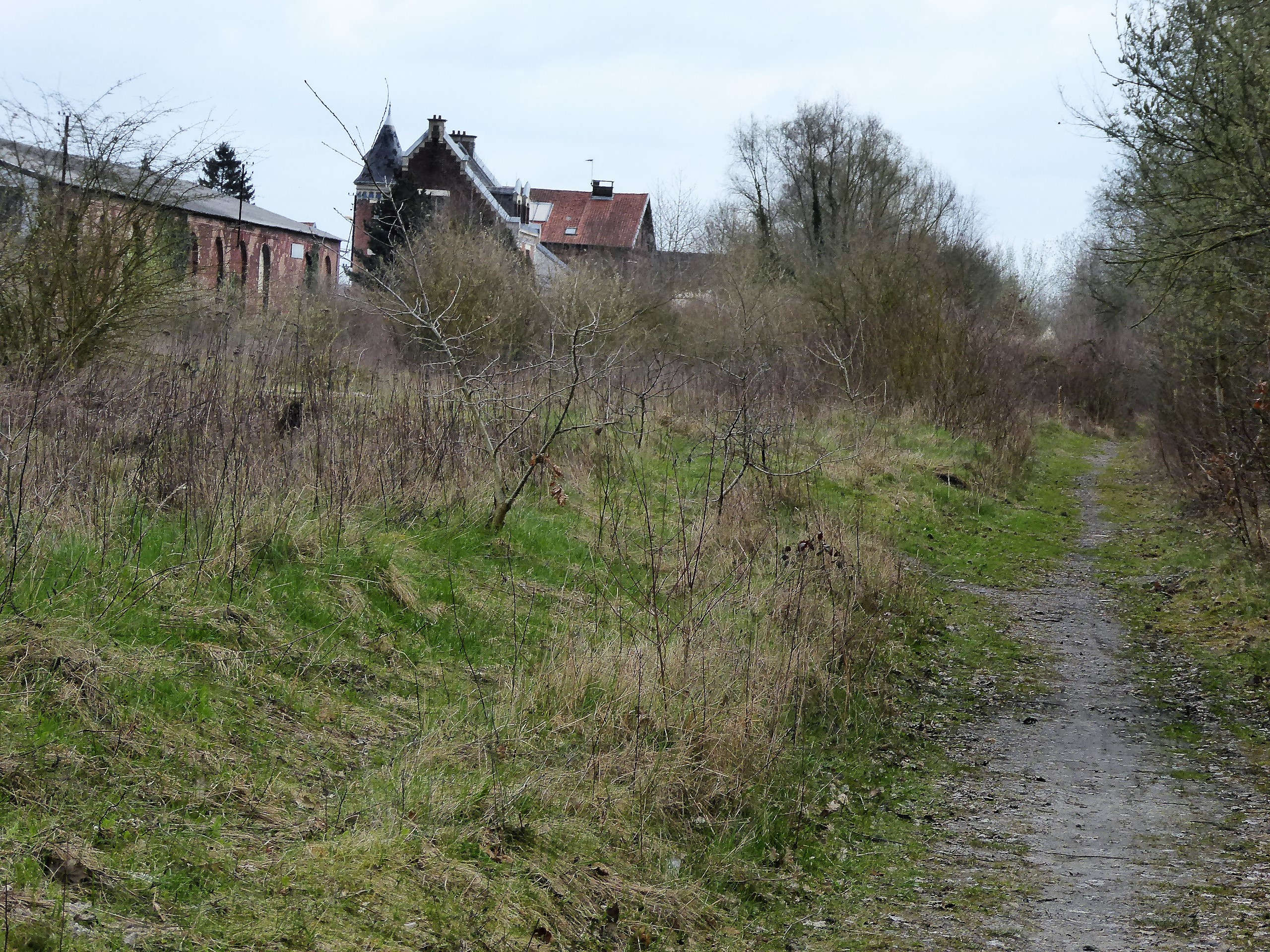
吉斯火车站附近废弃的铁路线

吉斯位于圣康坦—吉斯铁路和拉昂—勒卡托铁路的交汇处，这两条铁路均已废弃。
距离吉斯最近的运营中的客运铁路车站为18公里外的大弗勒努瓦站，该站停靠往返于杜埃和圣康坦一线的区域列车，部分班次可直通欧努瓦-艾姆里或泰尔尼耶。

### 航空
吉斯距离里尔机场和布鲁塞尔南部-沙勒罗瓦机场的公路里程分别大约106公里和110公里。

### 城市公共交通
截至2024年3月，吉斯暂无城市公共交通系统。

## 政治

### 市政内阁

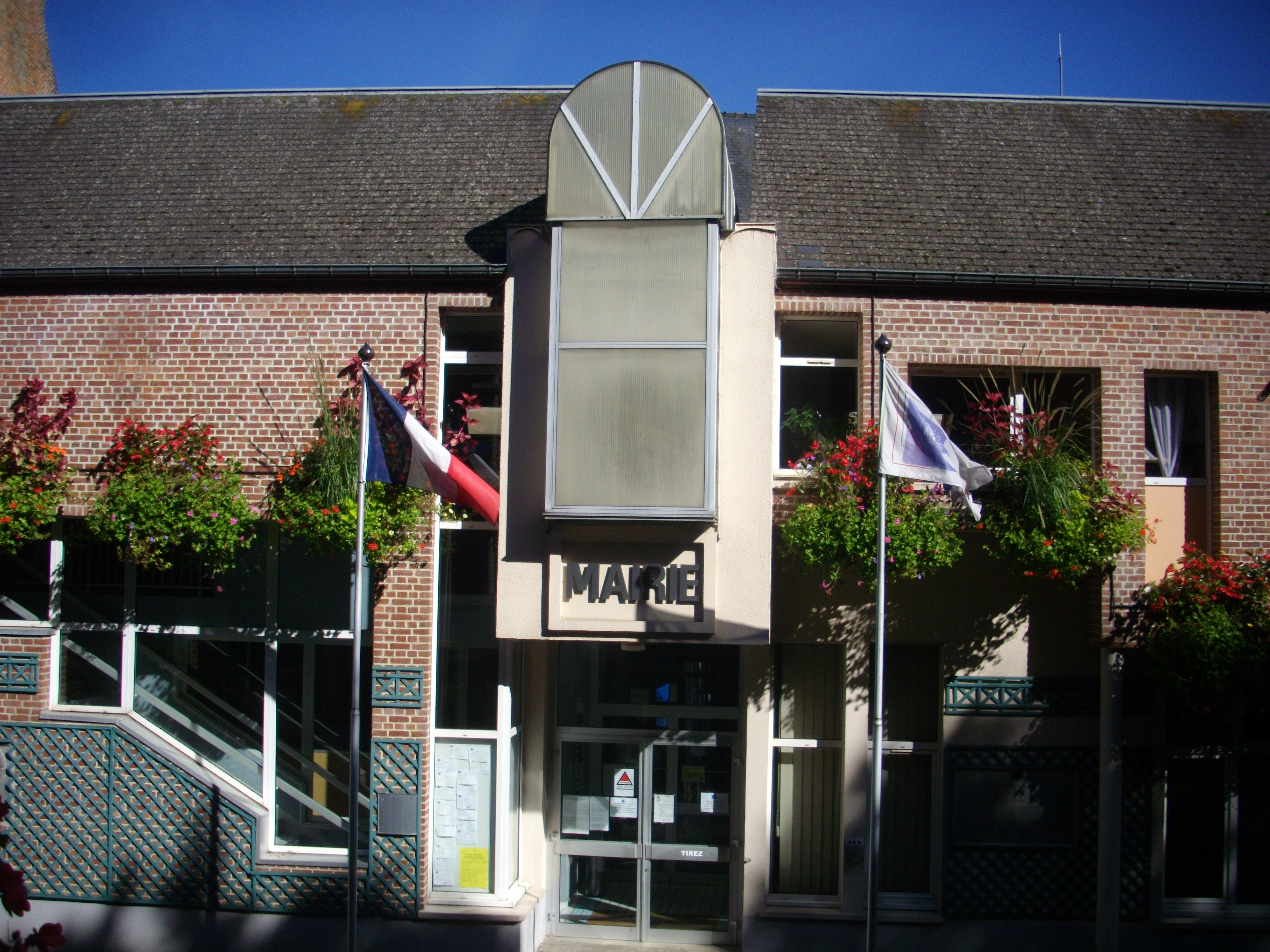
吉斯市政厅

吉斯的现任市长为于格·科谢先生（Hugues COCHET），他是一名左翼无党派人士，在2020年的市政选举中获得了79.14%的支持率。
| 吉斯历届市长   | 吉斯历届市长                      | 吉斯历届市长                |
| 任期           | 市长                              | 党派                        |
| -------------- | --------------------------------- | --------------------------- |
| 1944年－1945年 | Émile LAMART 埃米尔·拉马尔        | PCF法国共产党               |
| 1945年         | Georges PETTGEN 乔治·佩特根       | 不详                        |
| 1945年－1959年 | Maurice CORNU 莫里斯·科尔尼       | 不详                        |
| 1959年－1972年 | Jacques JUCHLI 雅克·尤克利        | 不详                        |
| 1972年－1977年 | Jean HUSSON 让·于松               | 不详                        |
| 1977年－2010年 | Daniel CUVELIER 达尼埃尔·屈弗利耶 | PS社会党                    |
| 2010年－       | Hugues COCHET 于格·科谢           | PS社会党 →DVG左翼无党派人士 |

### 各级选举
| 吉斯历届投票选举结果 | 吉斯历届投票选举结果 | 吉斯历届投票选举结果 | 吉斯历届投票选举结果 | 吉斯历届投票选举结果    | 吉斯历届投票选举结果 | 吉斯历届投票选举结果 | 吉斯历届投票选举结果    | 吉斯历届投票选举结果 | 吉斯历届投票选举结果 |
| 选举项目             | 选举范围             | 选区单位             | 选区单位内的选举结果 | 选区单位内的选举结果    | 选区单位内的选举结果 | 选区单位内的选举结果 | 选区单位内的选举结果    | 选区单位内的选举结果 | 参考资料             |
| 选举项目             | 选举范围             | 选区单位             | 第一轮胜出者         | 第一轮胜出者            | 支持率               | 第二轮胜出者         | 第二轮胜出者            | 支持率               | 参考资料             |
| -------------------- | -------------------- | -------------------- | -------------------- | ----------------------- | -------------------- | -------------------- | ----------------------- | -------------------- | -------------------- |
| 2017年法國總統選舉   | 法國                 | 市镇                 |                      | 玛丽娜·勒庞             | 38.59%               |                      | 玛丽娜·勒庞             | 56.79%               | [ 32 ]               |
| 2017年法国立法选举   | 埃纳省第三选区       | 市镇                 |                      | 让-路易·布里库          | 36.7%                |                      | 让-路易·布里库          | 68.05%               | [ 32 ]               |
| 2019年欧洲议会选举   | 法國                 | 市镇                 |                      | 若尔丹·巴尔代拉         | 47.41%               | （不适用）           | （不适用）              | （不适用）           | [ 34 ]               |
| 2021年法国省级选举   | 埃纳省               | 县                   |                      | 罗斯利娜·卡伊 于格·科谢 | 59.92%               |                      | 罗斯利娜·卡伊 于格·科谢 | 62.83%               | [ 35 ]               |
| 2021年法国省级选举   | 埃纳省               | 市镇                 |                      | 罗斯利娜·卡伊 于格·科谢 | 75.3%                |                      | 罗斯利娜·卡伊 于格·科谢 | 76.93%               | [ 35 ]               |
| 2021年法国大区选举   | 上法蘭西大區         | 市镇                 |                      | 格扎维埃·贝特朗         | 56.58%               |                      | 格扎维埃·贝特朗         | 61.94%               | [ 36 ]               |
| 2022年法国总统选举   | 法國                 | 市镇                 |                      | 玛丽娜·勒庞             | 44.42%               |                      | 玛丽娜·勒庞             | 64.74%               | [ 32 ]               |
| 2022年法国立法选举   | 埃纳省第三选区       | 市镇                 |                      | 让-路易·布里库          | 53.99%               |                      | 让-路易·布里库          | 62.78%               | [ 32 ]               |

## 人口
2021年，吉斯市镇人口数量为4,533，在法国排名第2,460位。其中男性2,122人，女性2,437人，75岁及以上人口占11.3%，外籍人口数量为46人，人口密度为281人/平方公里，当地居民被称为（男性）或（女性）。2022年，吉斯境内出生46人，死亡人口80人。
| 吉斯1901年－2021年人口变化情况 |
|                                |
| 数据来源：Cassini、INSEE       |

## 经济
吉斯是一个区域性的中心城市。截至2024年3月，吉斯市镇范围内共有各类用人单位（包含自雇）530家，平均历史为22年，其中98.94%为中小型企业（PME），2024年1月至3月间，当地的经济活力指数为0。（农具销售）、（零售）及（五金销售）是当地2021年营业额最高的三个企业，分别为37,620,311欧元、11,814,961欧元和4,409,438欧元。

## 财政与居民收入
2022年，吉斯的财政收入总额为5,873,240欧元，财政支出总额为5,435,790欧元，当年的债务总额为2,865,480欧元。2022年，吉斯市镇通过增值税获得294,020欧元的收入，此外当地还共获得了175,750欧元的国家直接财政补助。
| 吉斯居民收入情况                                 | 吉斯居民收入情况 | 吉斯居民收入情况      | 吉斯居民收入情况 |
| 内容                                             | 吉斯             | 法国                  | 统计年份         |
| ------------------------------------------------ | ---------------- | --------------------- | ---------------- |
| 征税家庭总数                                     | 2,067            | 1,081（法国市镇平均） | 2022年           |
| 居民平均月收入                                   | 1,894欧元        | 2,435欧元             | 2022年           |
| 高级职员人均月收入                               | 3,169欧元        | 4,331欧元             | 2021年           |
| 中级职员人均月收入                               | 2,393欧元        | 2,470欧元             | 2021年           |
| 普通职员人均月收入                               | 1,609欧元        | 1,801欧元             | 2021年           |
| 贫困率                                           | 32%              | 14.5%                 | 2020年           |
| 青壮年（15至64岁）失业率                         | 28.8%            | 7.4%                  | 2020年           |
| 征税家庭数量占比                                 | 26.5%            | 45.5%                 | 2020年           |
| 家庭年均纳税                                     | 2,483欧元        | 4,393欧元             | 2022年           |
| 资料来源：INSEE、L'Internaute、Le Journal du Net |                  |                       |                  |

## 社会事务

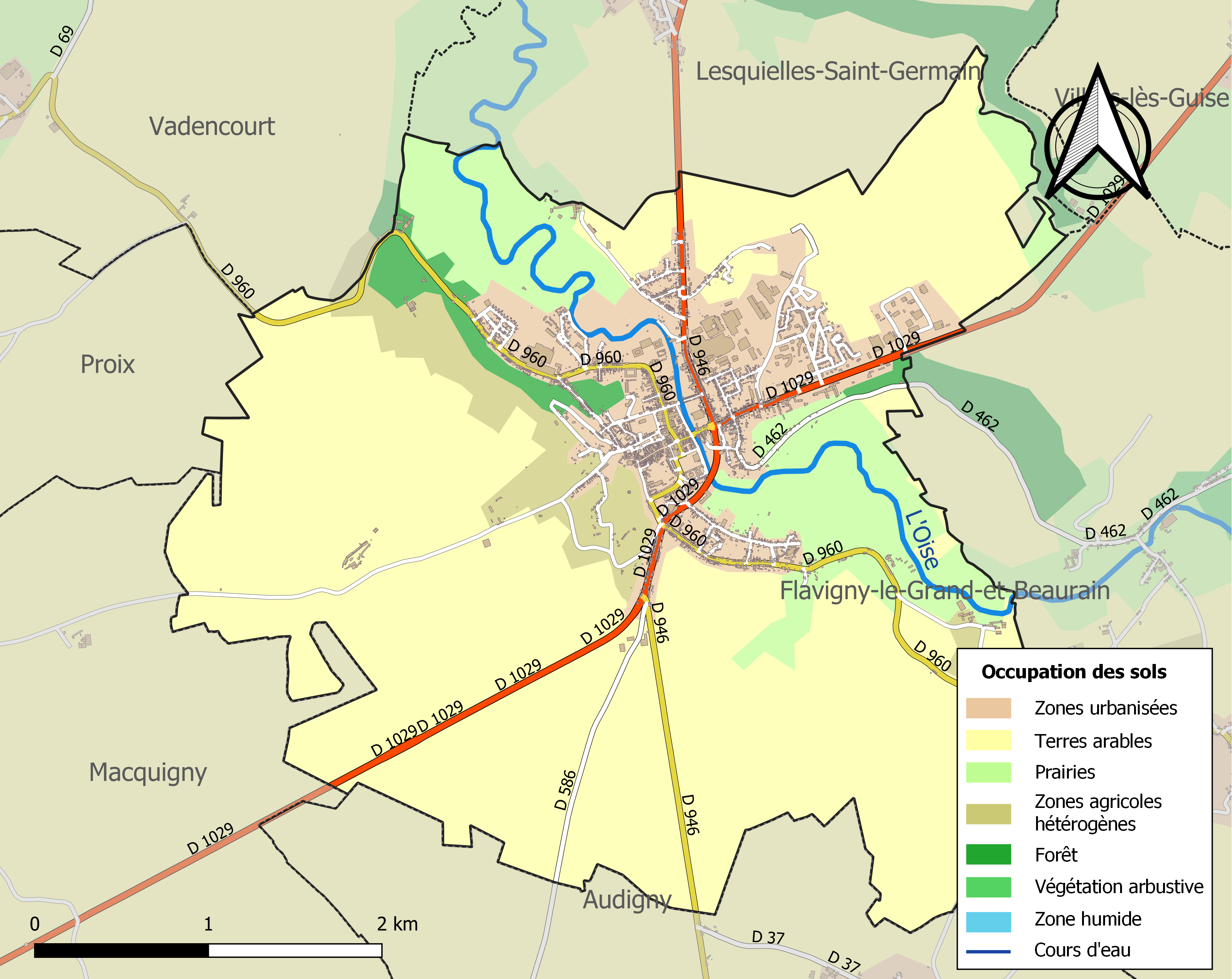
吉斯土地利用情况地图

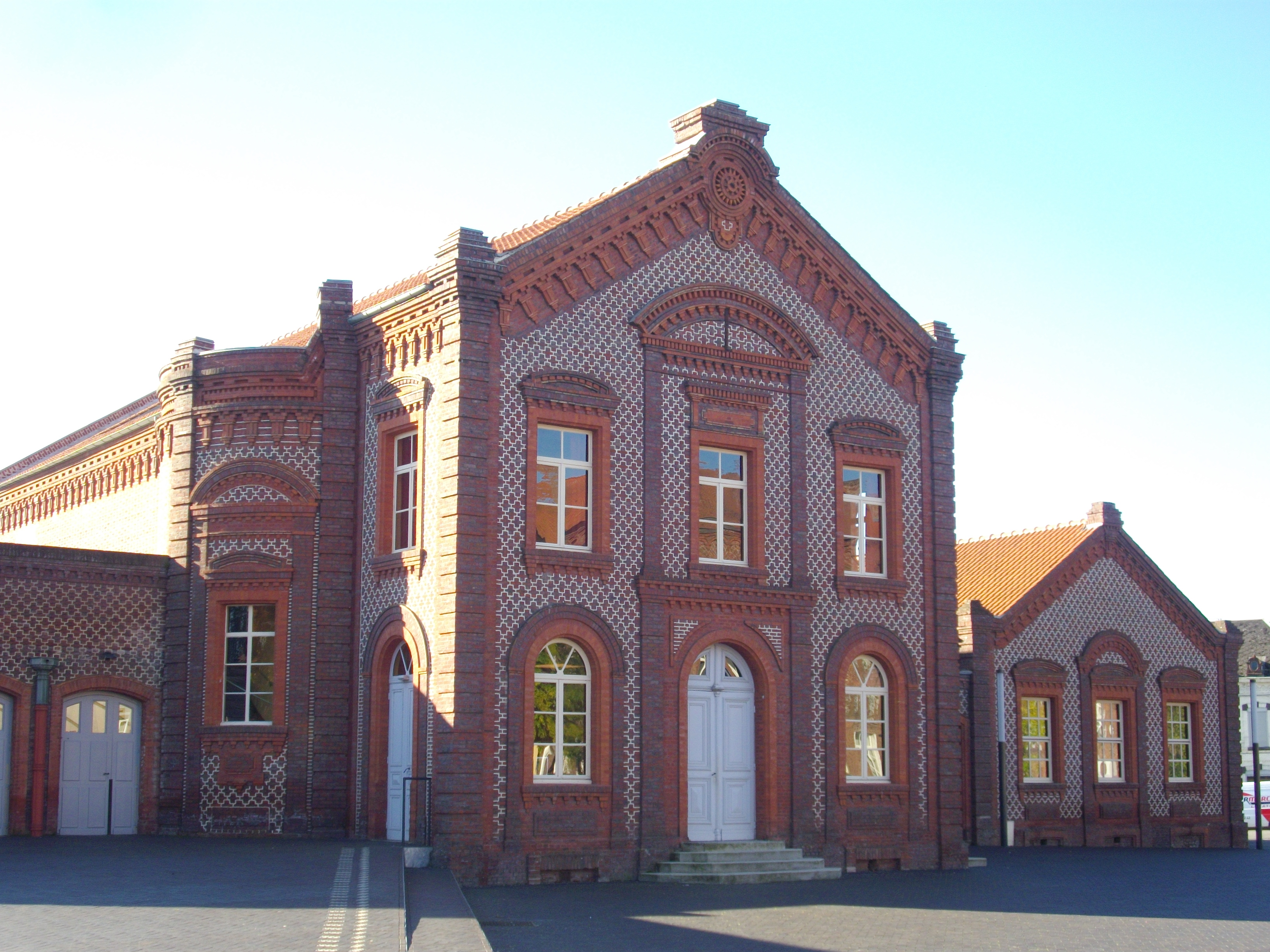
剧场

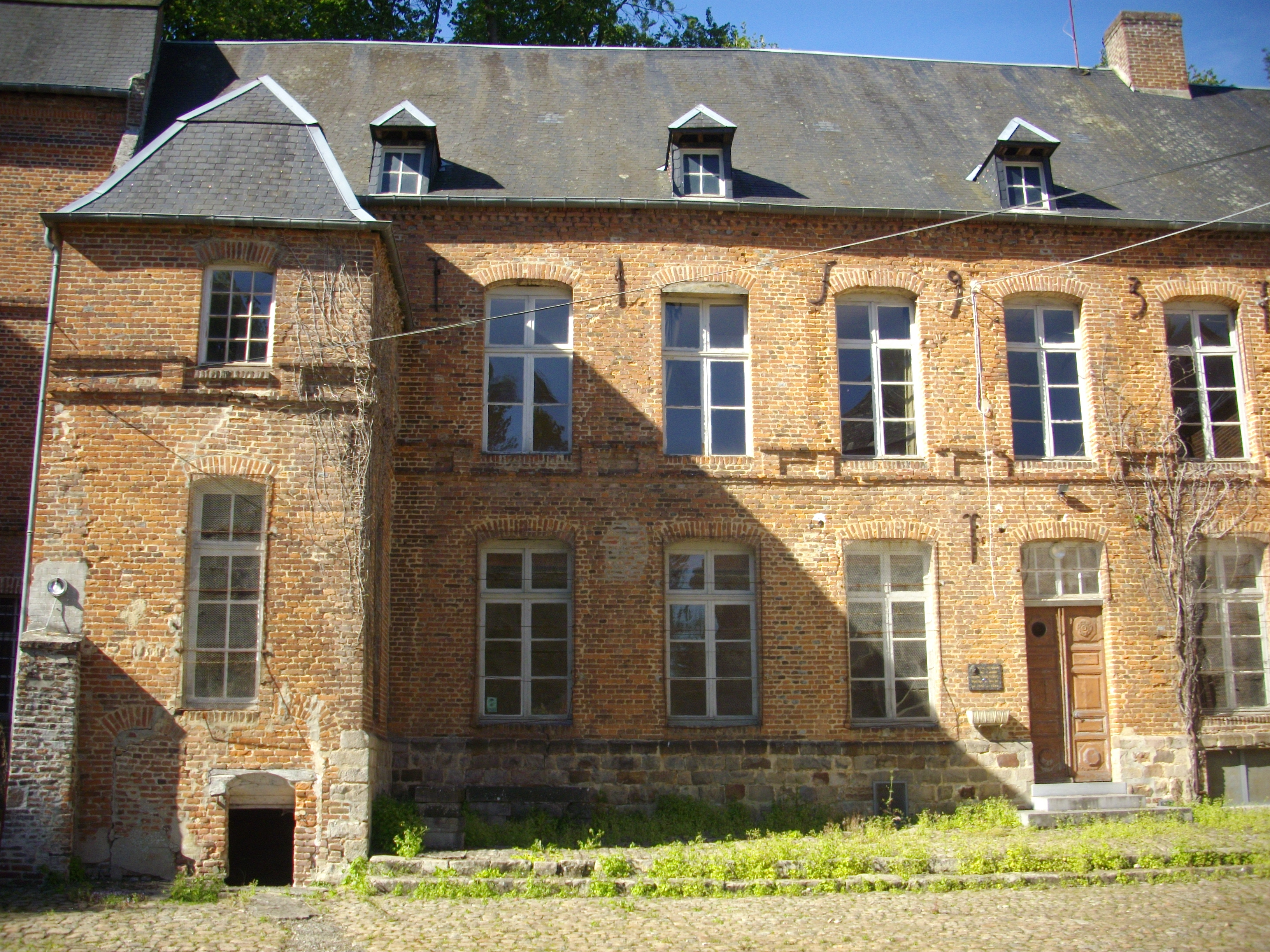
一处传统民居

### 教育
吉斯属于亚眠学区。截至2021年1月1日，吉斯境内共有1所幼儿园、4所小学、2所初级中学和1所职业高中。2021至2022学年度，吉斯境内共有在校中等教育阶段学生523名。

### 医疗
截至2021年1月1日，吉斯境内共有全科医生9名、保健师5名、牙医2名、护士15名、皮肤科医生1名和助产士1名。境内共有药房3家、养老院2家、残疾人帮扶中心2家。
吉斯中心医院（Centre Hospitalier de Guise）是法国的一个区域性医疗机构，其主病区医院位于吉斯市区东部，设有床位302个。

### 住房
2020年，吉斯境内共有各类住房2,549套，其中62.5%为独立式住宅，35.8%为集中式住宅。常住房屋占吉斯市镇范围内居民建筑总量的83.2%。
在住房保障政策方面，2022年，吉斯境内共有778户家庭获得了住房经济补助，受益人数占总人口数量的17.2%，其中764份为房租补助。

### 商业
2021年，吉斯境内共有各类实体商铺102家，其中餐厅12家、大型超市5家、杂货店1家、面包房4家、肉铺3家、书店1家、银行门店8家、美容美发店11家、汽车维修店7家。吉斯镇中心建有一家家乐福超市，市区东部建有Intermarché和Aldi卖场。

### 体育
2021年，吉斯境内共有1家游泳池、2间体育馆、1处网球场、4处足球或橄榄球场以及3处篮球或排球场。
截至2024年3月，吉斯境内共有两家注册足球俱乐部。吉斯体育联盟（Union Sportive Guise，编号500502）是当地的代表性足球队，成立于1902年，其主队2023至2024赛季参加埃纳省足球联赛甲组（法国第九级别），其主场为马塞尔·普雷沃球场（Stade Marcel Prévot）。

### 环境
吉斯的环境事务由其所属的蒂耶拉什-桑布尔-瓦兹市镇公共社区联合各级政府协调负责。2021年，吉斯境内共有2家污染企业。

### 治安
2021年，吉斯市镇范围内共有1处宪兵队。
吉斯及其附近的共155个市镇是圣康坦国家宪兵队（zone gendarmerie de Saint-Quentin）的管辖范围。2020年，该宪兵队累计记录各类案件2,156起，其中盗窃类案件1,079起，经济类案件259起，毒品交易类案件112起。

## 文化

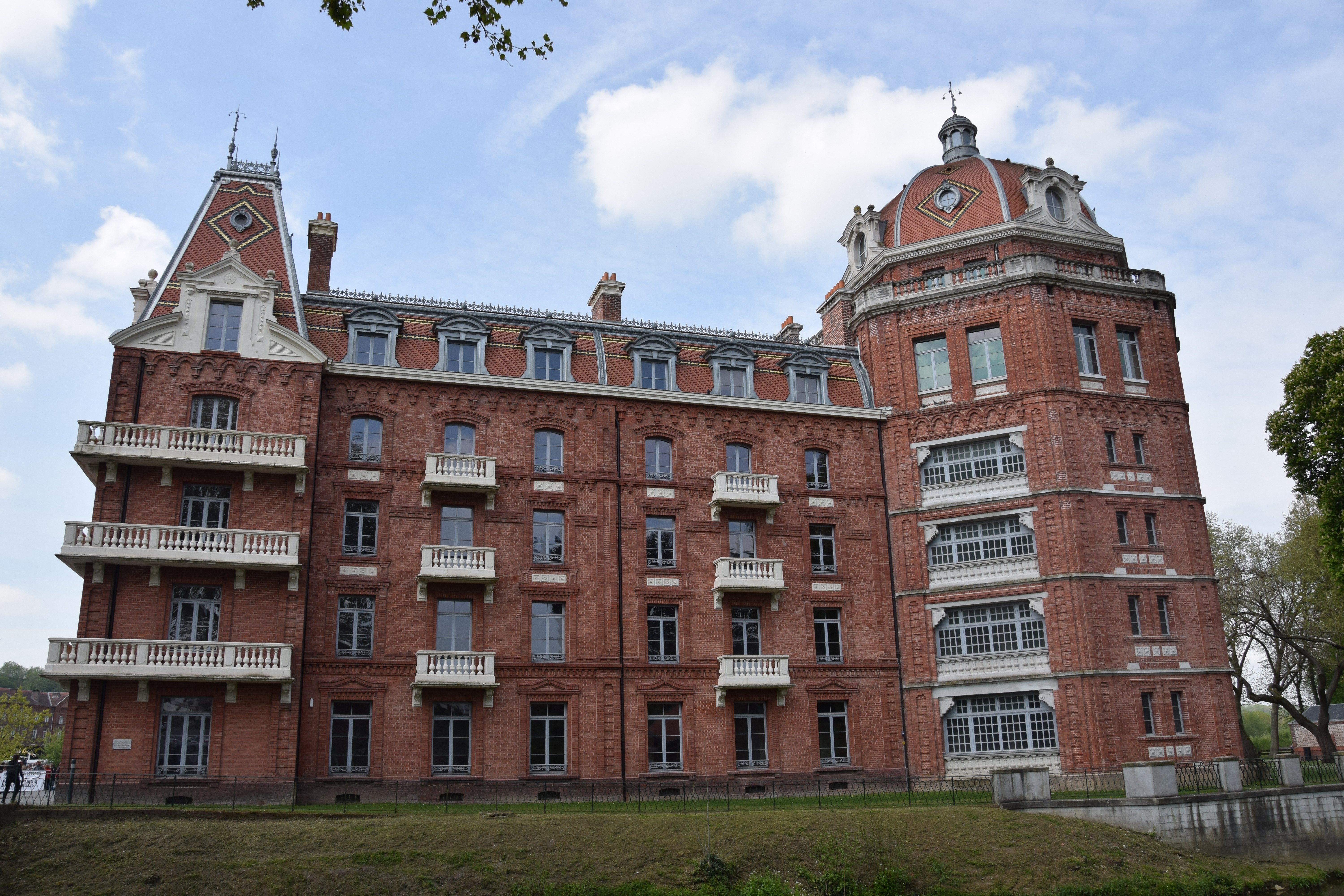
家庭城堡活动中心

2021年，吉斯境内共有1家电影院和1家博物馆。吉斯境内建有市政图书馆（Bibliothèque municipale），每周二至六向公众开放。

### 建筑
吉斯境内有多处历史建筑，其中吉斯家庭城堡、吉斯城堡遗址、圣伯多禄-圣保罗教堂等为法国国家文物保护单位。

### 旅游
吉斯的旅游事务由其所属的蒂耶拉什-桑布尔-瓦兹市镇公共社区联合各级政府协调负责。2023年，吉斯境内共有1家酒店共计8间房间；另有1个露营地，可容纳共110辆露营车。

### 媒体
法国主要的媒体均可在吉斯接收，法国电视三台下属的上法兰西大区频道在部分时段播出吉斯所在埃纳省的地方新闻。蓝色法兰西皮卡第广播、香槟广播、《新埃纳报》等是当地主要的地方性媒体。

## 相关人物
法国资产阶级大革命时期的政治家卡米耶·德穆兰于1760年出生于吉斯。

## 友好城市
截至2024年3月，吉斯暂未建立任何友好城市关系。